# John Chase
John Chase, född 12 juni 1906 i Milton, död 1 april 1994, var en amerikansk ishockeyspelare.
Chase blev olympisk silvermedaljör i ishockey vid vinterspelen 1932 i Lake Placid.